# Питерс, Ральф
Ральф Питерс (англ. Ralph Peters, род. 19 апреля 1952, Pottsville, Пенсильвания) — подполковник армии США в отставке и писатель.
Помимо своих научно-популярных книг, он опубликовал восемь романов под псевдонимом Оуэн Пэрри (англ. Owen Parry), включая «Королевство чести», удостоенное премии Хэммета. Три его романа, опубликованные под именем «Ральф Питерс», получили литературную премию имени У. Й. Бойда за выдающиеся достижения в военной прозе.

## Юные годы и образование
Питерс родился в Поттсвилле, штат Пенсильвания, и вырос в соседнем Скулкилл-Хейвене. По отцовской линии он имеет немецкие и лютеранские корни, а по материнской — валлийские и методистские. Его отец был шахтёром и бизнесменом.
Его жена, Кэтрин Макинтайр Питерс, является заместителем редактора Government Executive, подразделения Atlantic Media.

## Карьера

### Военная карьера
Питерс поступил на службу в армию США в 1976 году после окончания Университета штата Пенсильвания. 
Первое назначение Питерса было в Германию. Вернувшись из Германии, он поступил в офицерскую школу и получил офицерское звание в 1980 году. Он служил в 1-м батальоне 46-го пехотного полка, затем в составе 1-й бронетанковой дивизии.
Питерс провёл десять лет в Германии, работая в военной разведке, а затем был назначен офицером по иностранным делам, где специализировался на Советском Союзе. Он учился в Командно-штабном колледже. Его последнее назначение было в аппарат заместителя начальника штаба по разведке. В 1998 году он вышел в отставку в звании подполковника после 22 лет военной службы.

### Литературное творчество
Первый роман Питерса «Браво Ромео», шпионский триллер, действие которого происходит в Западной Германии, был опубликован в 1981 году. В своих последующих романах он перешёл от футуристических сценариев, связанных с Советской Армией, к таким темам, как современный терроризм и проблемы несостоявшихся государств. Его герои часто представлены как военные-индивидуалисты, обладающие знаниями и мужеством, необходимыми для решения проблем, которые другие не могут или не хотят решать. В 2008 году он опубликовал мемуары «В поисках неприятностей: приключения в сломанном мире». В 2009 году вышел его роман «Война после Армагеддона». Он регулярно публикует статьи на сайте Armchair General, посвящённом военной истории, а также входит в его консультативный совет.
Питерс также написал ряд исторических военных романов о Гражданской войне в США, которые были хорошо приняты и отмечены премией Хэммета и литературной премией имени У. Й. Бойда за выдающиеся достижения в военной литературе.
Он опубликовал множество статей по стратегии в военных журналах, таких как «Parameters», «Military Review» и «Armed Forces Journal», а также в отчётах для Корпуса морской пехоты США. Ранее Питерс вёл регулярную авторскую колонку в New York Post, а также писал эссе и гостевые колонки для USA Today, The Wall Street Journal, The Washington Post, Newsweek, The Weekly Standard, The Washington Monthly и журнала Army.

## Взгляды

### Война в Ираке
Питерс решительно поддержал вторжение в Ирак в 2003 году и последовавшую за этим войну в Ираке. В июле 2017 года ведущий Fox News Такер Карлсон сказал Питерсу: «Мне бы не хотелось возвращаться и читать ваши колонки, в которых вы уверяете Америку, что свержение Саддама Хусейна сделает регион спокойнее, мирнее, а Америку безопаснее, хотя на самом деле произошло ровно наоборот: это усилило Россию и Иран — две страны, которых, по вашим словам, вы боитесь больше всего».

### Афганистан
В феврале 2009 года Питерс призвал вывести американские войска из Афганистана, написав: «Мы увязли в попытках модернизировать общество, которое не хочет — и не может — трансформироваться». Он продолжил: «Нам нужно было разбить врагов и уйти. Если бы это было необходимо, мы могли бы вернуться позже для ещё одной карательной операции. Вместо этого мы поддались великому американскому заблуждению, считая себя ответственными за помощь тем, кто причинил нам зло».

#### Боуи Бергдал
Питерс выразил сочувствие семье военнопленного сержанта Боуи Бергдала, но предположил (Fox News, 19 июля 2009 г.), что Бергдал может быть «явным дезертиром… если он покинул свой пост и покинул своих товарищей во время войны — мне всё равно, как тяжело это звучит — насколько я понимаю, Талибан может избавить нас от множества юридических проблем и судебных издержек». Он охарактеризовал описание Бергдалом (в видеоролике, подготовленном Талибаном) поведения американских военных в Афганистане как сотрудничество с врагом, даже если оно было вынужденным. Питерс надеялся, что Бергдал воссоединится со своей семьёй, но утверждал, что американские СМИ возвеличили одного пленного солдата, который, по словам Питерса, опозорил его подразделение и лгал, игнорируя при этом настоящих героев и потери (The O’Reilly Factor, 21 июля).

### Дональд Рамсфелд
В 2011 году Питерс раскритиковал бывшего министра обороны Дональда Рамсфелда, заявив: «У меня аллергия на Рамсфелда. Мы совершили великий подвиг в Ираке, но сделали это очень плохо. Он чрезвычайно талантливый человек, но у него есть трагический недостаток — высокомерие. Его высокомерие невыносимо. Мои друзья в военной форме его просто ненавидят».

### Внешняя политика Обамы
В шоу Стюарта Варни на канале Fox Business Network 7 декабря 2015 года Питерс назвал президента Барака Обаму «полным слабаком», из-за чего Fox News отстранил его на две недели.

### Россия
В июле 2017 года Питерс заявил, что президент России Владимир Путин «сравним» с Адольфом Гитлером. «Он ненавидит Америку. Он хочет причинить нам вред. … Россия — это зло. Россия — наш враг».

### Израиль
Питерс похвалил президента Дональда Трампа за его решение признать Иерусалим столицей Израиля.

### Fox News
В марте 2018 года Питерс публично отказался от должности эксперта-комментатора на Fox News. В прощальном письме коллегам он написал:

Четыре десятилетия назад я принял присягу как новоиспечённый офицер. Я поклялся «поддерживать и защищать Конституцию», и эта клятва не утратила силы, когда я снял форму. Сегодня я считаю, что Fox News посягает на наш конституционный порядок и верховенство закона, одновременно разжигая пагубную и неоправданную паранойю среди зрителей. За десять лет работы с Fox я долго гордился сотрудничеством с ней. Теперь мне стыдно.
Оригинальный текст (англ.)Four decades ago, I took an oath as a newly commissioned officer. I swore to "support and defend the Constitution," and that oath did not expire when I took off my uniform. Today, I feel that Fox News is assaulting our constitutional order and the rule of law, while fostering corrosive and unjustified paranoia among viewers. Over my decade with Fox, I long was proud of the association. Now I am ashamed.
— 
В том же письме он также назвал администрацию Трампа «этически разрушительной» и обвинил Fox News в «нанесении вреда нашей системе власти ради прибыли», назвав канал «пропагандистской машиной» администрации Трампа. В программе Anderson Cooper 360° Питерс сравнил поведение Трампа с подстрекательством к мятежу.

## Награды
В 2013 году Питерс был назван лауреатом литературной премии имени У. Й. Бойда за выдающиеся достижения в военной прозе от Американской библиотечной ассоциации за свой роман «Каин в Геттисберге». Он снова получил награду в 2014 году за «Ад или Ричмонд», в 2016 году за «Долину тени» и в 2020 году за «Тьму в Чанселорсвилле». 
В 2002 году он получил премию Хэммета от Североамериканского отделения Международной ассоциации писателей-криминалистов (IACW/NA) за роман «Королевство чести».

### Романы
- Под именем Ralph Peters
  - Bravo Romeo – 1981 ISBN 978-0399900976
  - Red Army[англ.] – 1989 ISBN 978-0671676681
  - The War in 2020 – 1991 ISBN 0671676709
  - Flames of Heaven: A Novel of the End of the Soviet Union – 1993 ISBN 0671737384
  - The Perfect Soldier – 1995 ISBN 0671865838
  - Twilight of Heroes – 1997 ISBN 9780380788989
  - The Devil's Garden – 1998 ISBN 978-0811731065
  - Traitor – 1999 ISBN 0380976412
  - The War After Armageddon – 2009 ISBN 978-0765323552
  - The Officers' Club – 2011 ISBN 978-0765326805
  - Cain at Gettysburg – 2012 ISBN 978-0765330475
  - Hell or Richmond – 2013 ISBN 978-0765330482
  - Valley of the Shadow – 2015 ISBN 978-0765374035
  - The Damned of Petersburg – 2016 ISBN 978-0765374066
  - Judgment at Appomattox – 2017 ISBN 0765381702
  - Darkness at Chancellorsville: A Novel of Stonewall Jackson's Triumph and Tragedy – 2019 ISBN 0765381737
- Под именем Owen Parry
  - Faded Coat of Blue – 1999 ISBN 978-0380976423; OCLC 41035507
  - Shadows of Glory – 2000 ISBN 978-0380976430; OCLC 44949833
  - Call Each River Jordan – 2001 ISBN 978-0060186388; OCLC 48754087
  - Honor's Kingdom – 2002 ISBN 978-0060186340; OCLC 48613435
  - The Bold Sons of Erin – 2003 ISBN 978-0060513900; OCLC 52041095
  - Our Simple Gifts: Civil War Christmas Tales – 2004 ISBN 978-0060013783; OCLC 49699128
  - Strike the Harp!: American Christmas Stories – 2004 ISBN 978-0060572365; OCLC 54529066
  - The Rebels of Babylon: a Novel – 2005 ISBN 978-0060513924; OCLC 56068791
- Под именем Robert Paston
  - The Hour of the Innocents – 2014 ISBN 978-0765326812

### Нонфикшн
- Fighting for the Future: Will America Triumph? – 1999 ISBN 0811706516
- Beyond Terror: Strategy in a Changing World – 2002 ISBN 0811700240
- Beyond Baghdad: Postmodern War and Peace – 2003 ISBN 0811700844
- New Glory: Expanding America's Global Supremacy – 2005 ISBN 1595230114
- Never Quit the Fight – 2006 ISBN 978-0811702744
- Wars of Blood and Faith: The Conflicts That Will Shape the 21st Century – 2007 ISBN 081170274X
- Looking For Trouble: Adventures in a Broken World – 2008 ISBN 0811734102
- Endless War – 2010 ISBN 978-0811705509
- Lines of Fire: A Renegade Writes on Strategy, Intelligence, and Security – 2011 ISBN 0811705889